# 盖绍德
盖绍德（羅馬化：Keshod）是印度古吉拉特邦朱纳格特县的一个城镇。总人口63253（2001年）。

## 人口
该地2001年总人口63253人，其中男性32727人，女性30526人；0—6岁人口7635人，其中男4178人，女3457人；识字率72.10%，其中男性为77.62%，女性为66.18%。